# Tàu container
Tàu container, tàu côngtenơ là tàu chở hàng có tất cả các hàng hóa của nó được đặt trong trong các côngtenơ, với một kỹ thuật gọi là Containerization. Chúng là một phương tiện phổ biến của vận tải hàng hóa đa phương thức thương mại và hiện vận chuyển hầu hết các hàng hóa không phải hàng rời theo đường biển.
Sức tải của tàu container được đo bằng đơn vị tương đương hai mươi feet (TEU). Tải trọng điển hình là sự pha trộn của các container tiêu chuẩn ISO 20 feet và 40 feet (2 TEU), với ưu thế thuộc về kích cỡ 40 feet.
Ngày nay, khoảng 90% hàng hóa không phải là hàng rời trên toàn thế giới được vận chuyển bằng tàu container và các tàu container hiện đại lớn nhất có thể chở hơn 23.000 TEU (ví dụ, MSC Gülsün). Các tàu container hiện là đối thủ của tàu chở dầu thô và tàu chở hàng rời là các tàu thương mại lớn nhất trên biển.

## Lịch sử

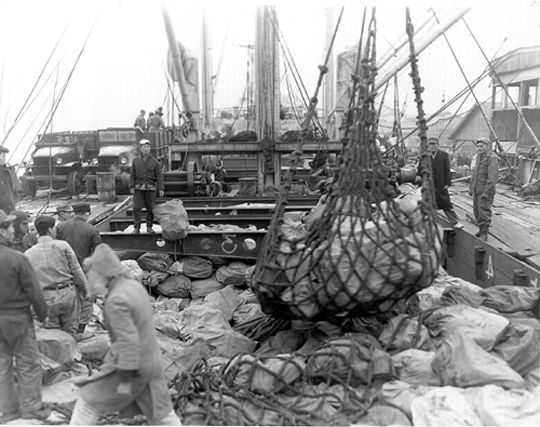
Các tàu chở container tránh việc xếp dỡ phức tạp của hàng hóa tách riêng

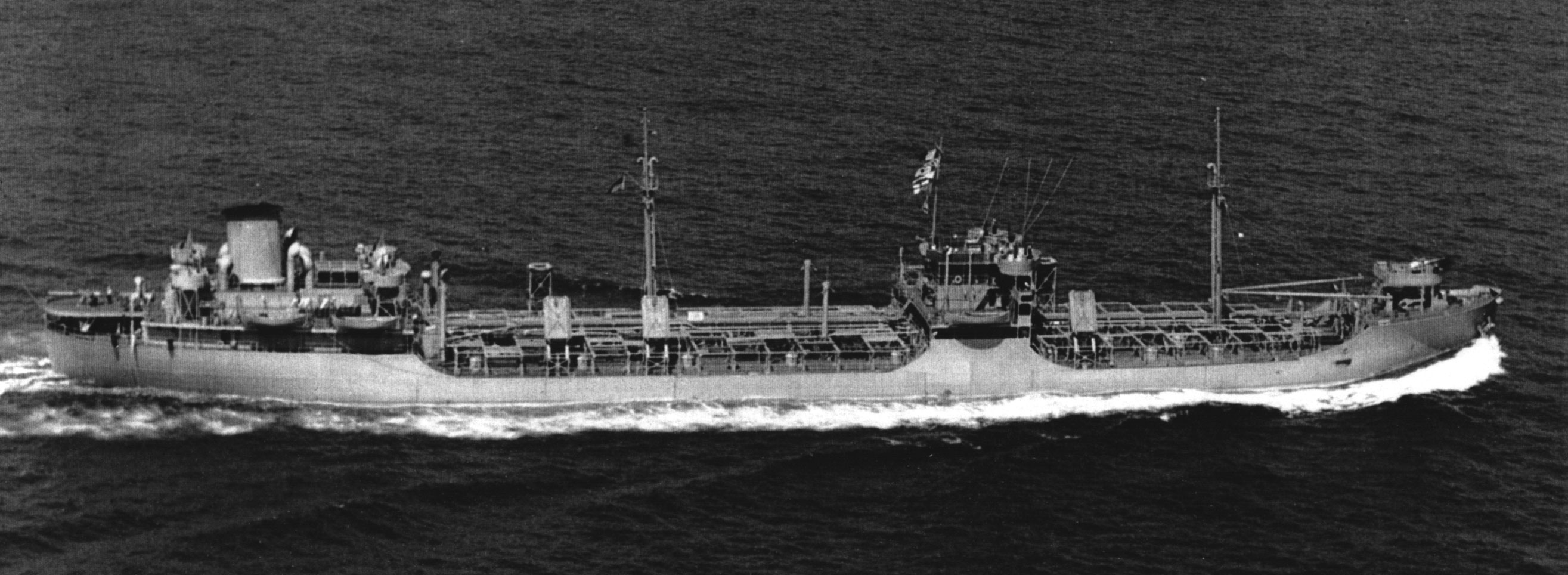
Các tàu chở container sớm nhất là các tàu chở dầu T2 tanker được chuyển đổi trong những năm 1940 sau Thế chiến II

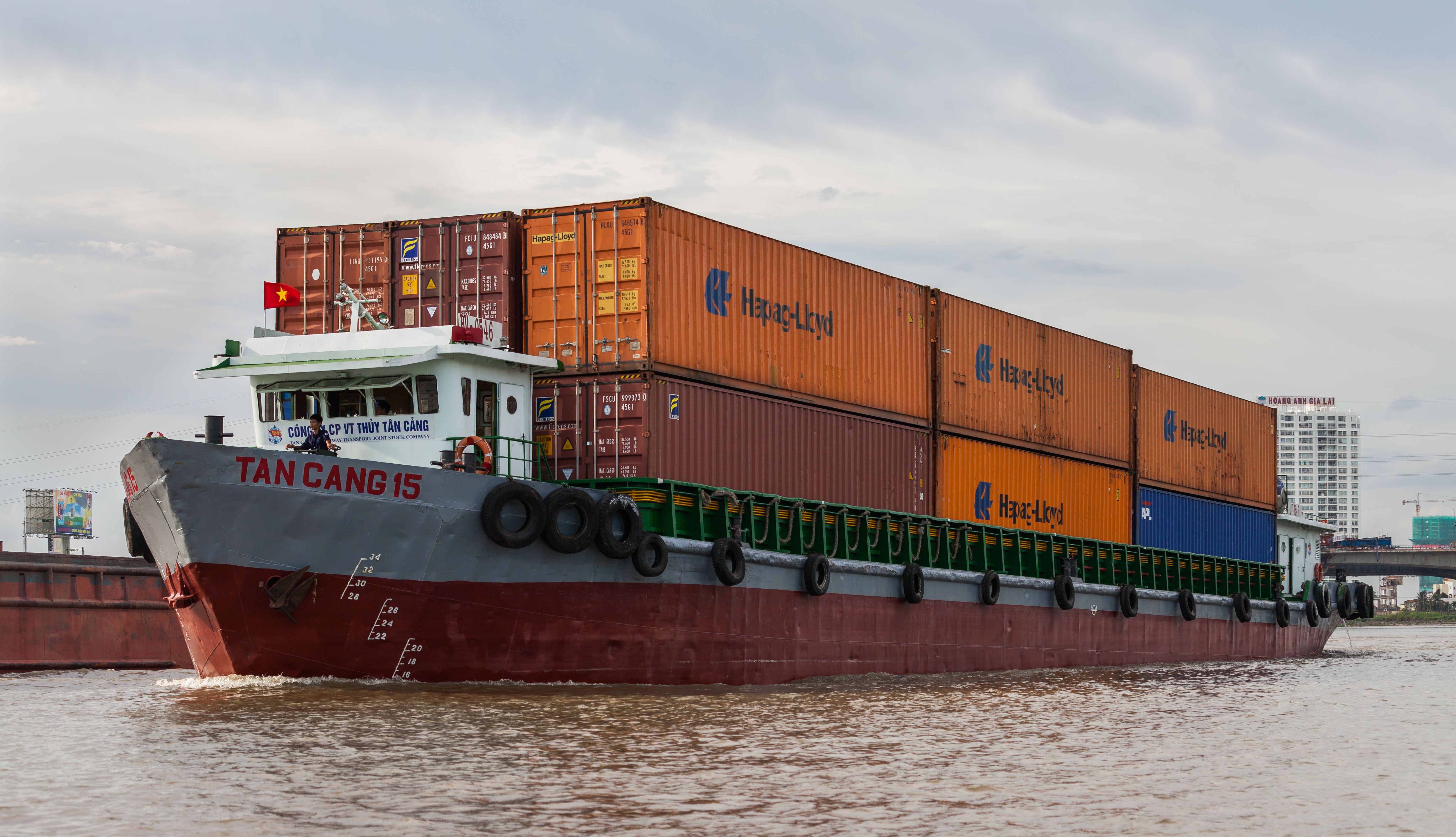
Tàu chở container Tan Cang 15 trên sông Sài Gòn ở Thành phố Hồ Chí Minh, Việt Nam

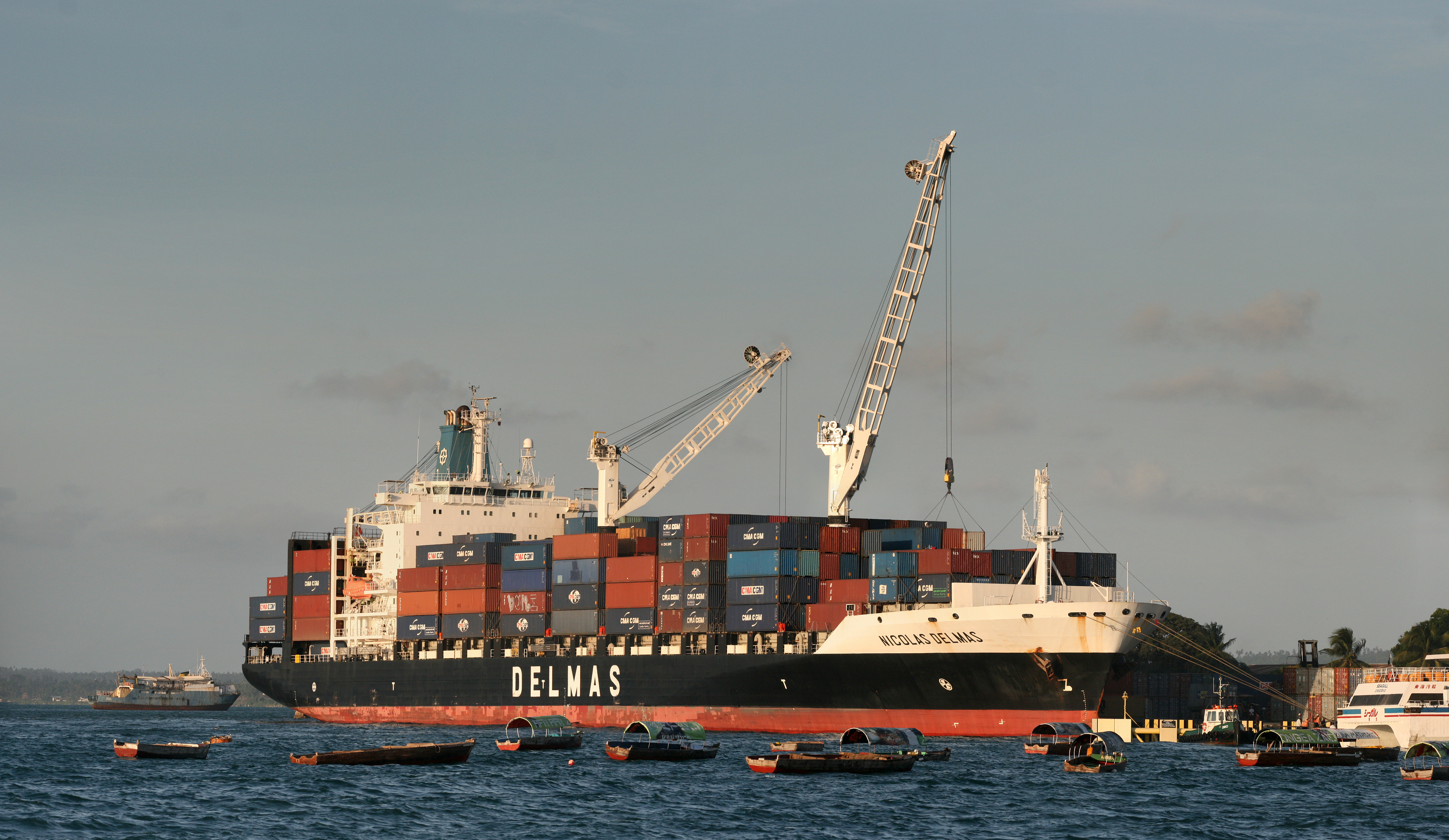
Một tàu chở container của hãng Delmas đổ hàng tại cảng Zanzibar, Tanzania

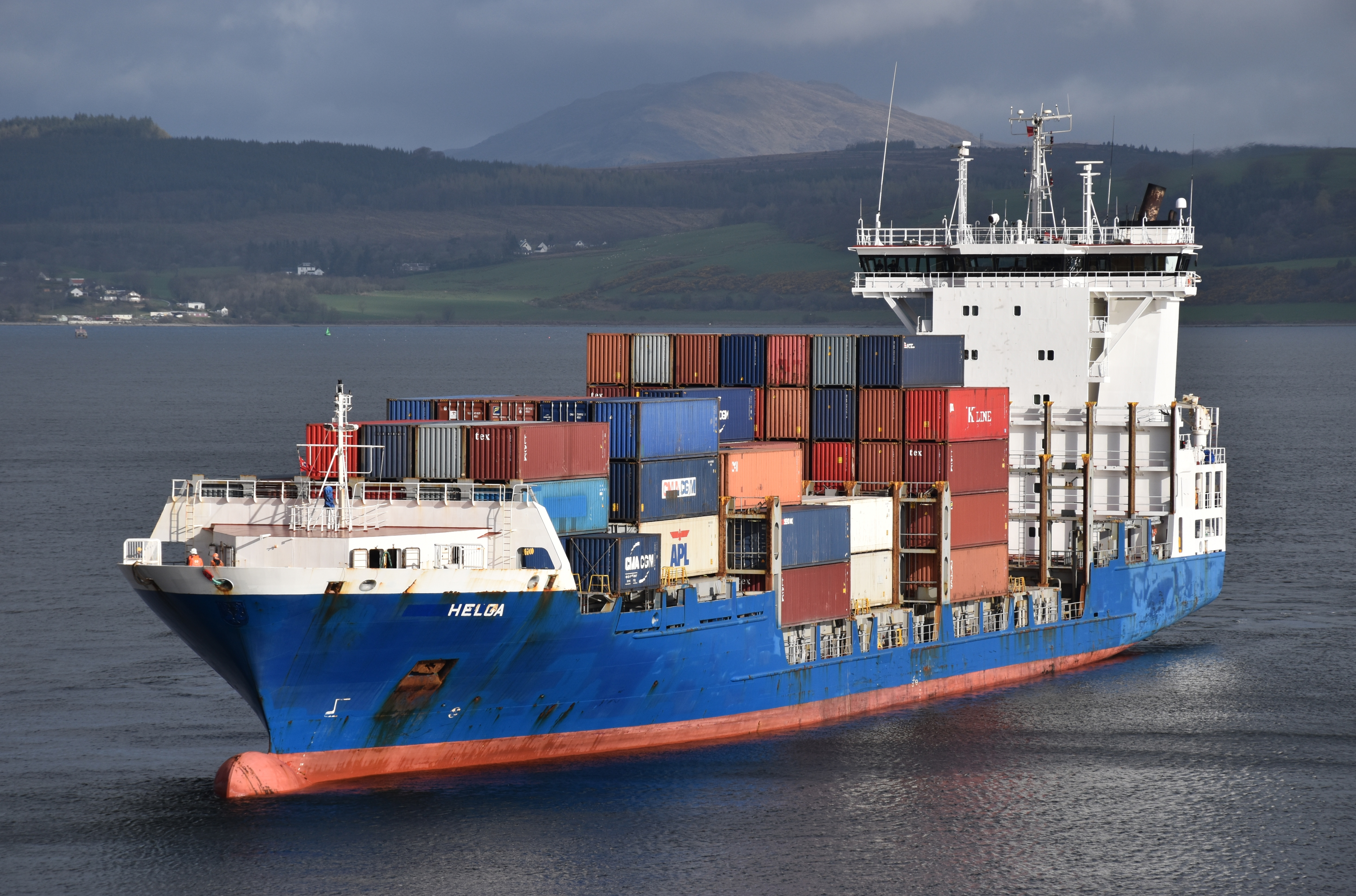
Tàu chở container nhỏ feeder Helga tới cảng Greenock

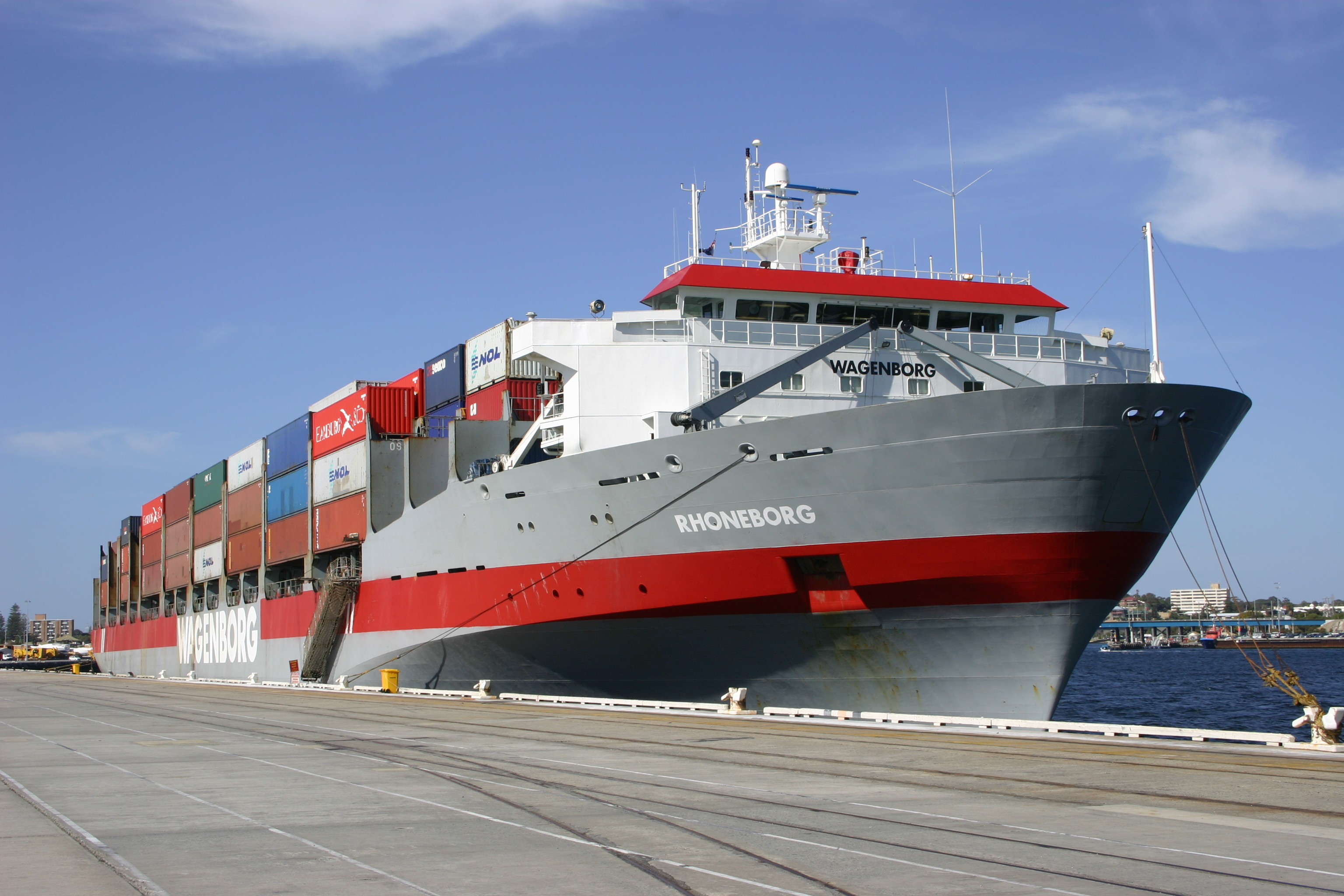
Tàu chở container mở trên tàu Rhoneborg tại Fremantle

Có hai loại hàng khô chính: hàng rời và hàng rời thành từng mẩu. Hàng rời như ngũ cốc hoặc than được vận chuyển không đóng gói trong khoang tàu, thông thường là ở quy mô lớn. Hàng rời thành từng mẩu, trong khi đó, được vận chuyển trong các gói hàng và thông thường là hàng hóa sản xuất. Trước khi container hóa ra đời vào những năm 1950, hàng rời thành từng mẩu được xếp, buộc, mở buộc và dỡ từ tàu một mẩu một. Tuy nhiên, bằng cách nhóm các hàng hóa vào container, có thể vận chuyển 1.000 đến 3.000 foot khối (28 đến 85 m3) hàng hoá hoặc khoảng 64.000 pound (29.000 kg) cùng một lúc và mỗi container được gắn kết với tàu theo cách tiêu chuẩn. Container hóa đã tăng hiệu suất vận chuyển hàng rời thành từng mẩu truyền thống đáng kể, giảm thời gian vận chuyển đi 84% và giảm chi phí đi 35%. Năm 2001, hơn 90% thương mại thế giới về hàng hóa không rời thành từng mẩu được vận chuyển trong container ISO. Năm 2009, gần một phần tư hàng hóa khô của thế giới được vận chuyển bằng container, ước tính là 125 triệu TEU hoặc 1,19 tỷ tấn hàng hóa.
Các tàu chở container đầu tiên được thiết kế để vận chuyển các đơn vị tải trọng chuẩn đã được sử dụng vào cuối thế kỷ 18 tại Anh. Năm 1766, James Brindley thiết kế tàu "Starvationer" với 10 container gỗ để vận chuyển than từ Worsley Delph đến Manchester qua Bridgewater Canal. Trước Thế chiến II, các tàu chở container đầu tiên được sử dụng để chở hành lý của tàu hạng sang từ London đến Paris (Southern Railway's Golden Arrow / La Flèche d'Or). Những container này được tải lên ở London hoặc Paris và chở đến cảng Dover hoặc Calais trên các toa xe thẳng. Vào tháng 2 năm 1931, tàu chở container đầu tiên trên thế giới được ra mắt; Autocarrier, thuộc sở hữu của Southern Railway UK. Nó có 21 ngăn cho container của Southern Railway.
Các tàu chở container sớm nhất sau Thế chiến II là các tàu chở dầu được chuyển đổi, được xây dựng từ các tàu T2 tanker dư thừa sau Thế chiến II. Năm 1951, các tàu chở container đầu tiên được xây dựng riêng mục đích bắt đầu hoạt động ở Đan Mạch, và giữa Seattle và Alaska. Tàu chở container thương mại đầu tiên thành công là Ideal X, một tàu chở dầu T2, thuộc sở hữu của Malcom McLean, chở 58 container kim loại giữa Newark, New Jersey và Houston, Texas, trong chuyến hải trình đầu tiên của nó. Năm 1955, McLean phát triển công ty của mình, McLean Trucking trở thành một trong những đội tàu chở hàng lớn nhất của Hoa Kỳ. Năm 1955, ông mua lại công ty tàu biển nhỏ Pan Atlantic từ Waterman Steamship và chuyển đổi các tàu của nó để vận chuyển hàng hóa trong các container kim loại lớn đồng nhất. Vào ngày 26 tháng 4 năm 1956, tàu chở container được xây lại đầu tiên này, Ideal X, rời cảng Port Newark ở New Jersey và một cuộc cách mạng mới trong vận tải hiện đại đã xuất hiện.
MV Kooringa là tàu chở container đầu tiên trên thế giới được xây dựng một cách chuyên dụng với hệ thống ngăn container hoàn toàn và được xây dựng bởi công ty Úc Associated Steamships Pty. Ltd. kết hợp với McIlwraith, McEacharn & Co và được đưa vào hoạt động vào tháng 5 năm 1964.
Các tàu chở container loại bỏ các cửa hàng, khoang và bức chia riêng của tàu chở hàng thông thường. Thân tàu của một tàu chở container điển hình là một nhà kho lớn chia thành các ngăn bằng ray hướng dọc. Các ngăn này được thiết kế để chứa hàng hóa trong các đơn vị đóng gói sẵn - container. Container vận chuyển thường được làm bằng thép, nhưng cũng có các vật liệu khác như nhôm, sợi thủy tinh hoặc gỗ dán được sử dụng. Chúng được thiết kế để được chuyển đến và từ các tàu nhỏ hơn, tàu ven biển, tàu hàng hóa, tàu chở hàng đường sắt, xe tải hoặc xe bán tải (và vì thế chúng được vận chuyển bằng các 'phương tiện' khác nhau trong một chuyến hải trình, do đó mang tên gọi là 'vận chuyển đa phương thức'). Có nhiều loại container và chúng được phân loại theo kích thước và chức năng.
Ngày nay, khoảng 90% hàng hóa không rời thành từng mẩu trên toàn cầu được vận chuyển bằng container, và các tàu chở container hiện đại có thể chở hơn 24.000 TEU. Các tàu chở container lớn nhất hiện nay có chiều dài khoảng 400 mét (1.300 ft). Họ mang được lượng hàng tương đương với khả năng chở hàng của 16 đến 17 tàu chở hàng trước Thế chiến II.

## Kiến trúc
Trong thiết kế của tàu chở container hiện đại, có một số điểm quan trọng cần lưu ý. Thân tàu, tương tự như tàu chở hàng rời và tàu chở hàng tổng hợp, được xây dựng xung quanh một khung chắc chắn gọi là quyền chống sóng. Trên khung này, có một hoặc nhiều khoang hàng dưới tàu, nhiều bể chứa và phòng máy chứa động cơ. Các khoang hàng được đậy kín bằng nắp hầm, trên đó có thể xếp thêm container. Nhiều tàu chở container còn được trang bị cẩu hàng, và một số có hệ thống đặc biệt để cố định container trên tàu.
Thân tàu của tàu chở hàng hiện đại là một cấu trúc phức tạp gồm các tấm thép và thanh gia cường. Như các xương sườn và được gắn chéo với quyền chống sóng, các khung tàu chịu trách nhiệm chính trong việc gia cố và hỗ trợ thân tàu. Sàn tàu chính, là tấm kim loại phủ lên phần trên của khung thân tàu, được hỗ trợ bởi các thanh chéo được gắn vào đỉnh các khung và chạy qua toàn bộ chiều rộng của tàu. Các thanh không chỉ hỗ trợ sàn tàu, mà cùng với sàn tàu, khung và các vách ngăn ngang, củng cố và làm cho vỏ tàu trở nên mạnh mẽ hơn. Một đặc điểm khác của các thân tàu hiện đại là hệ thống bể kép, tạo ra một lớp vỏ chống thấm nước thứ hai chạy dọc suốt hầu hết chiều dài của tàu. Bể kép thường chứa các chất lỏng như dầu nhiên liệu, nước cân bằng hoặc nước ngọt.
Phòng máy của tàu chứa các động cơ chính và các thiết bị phụ như hệ thống nước ngọt và nước thải, máy phát điện, bơm chữa cháy và máy điều hòa không khí. Trên hầu hết các tàu mới, phòng máy được đặt ở phần sau của tàu.

### Phân loại kích thước
Tàu chở container được phân thành 7 hạng mục kích thước chính: small feeder, feeder, feedermax, Panamax, Post-Panamax, New Panamax và ultra-large. Đến tháng 12 năm 2012, có 161 tàu chở container thuộc lớp VLCS (Very Large Container Ships, hơn 10.000 TEU), và trên thế giới có 51 cảng có thể tiếp nhận chúng.
Kích thước của tàu Panamax bị giới hạn bởi các buồng khóa ban đầu của kênh đào Panama, có thể tiếp nhận các tàu có chiều rộng tối đa lên đến 32,31 m, chiều dài tổng thể tối đa lên đến 294,13 m và độ sâu tối đa lên đến 12,04 m. Hạng mục Post-Panamax truyền thống được sử dụng để chỉ các tàu có bề ngang lớn hơn 32,31 m, tuy nhiên, dự án mở rộng kênh đào Panama đã gây ra một số thay đổi trong thuật ngữ. Hạng mục New Panamax dựa trên kích thước tàu tối đa có thể đi qua bộ khóa thứ ba mới, khai trương vào tháng 6 năm 2016. Bộ khóa thứ ba được xây dựng để tiếp nhận tàu chở container có chiều dài tổng cộng khoảng 366 m, chiều rộng tối đa (bao gồm) 49 m và độ sâu nước ngọt nhiệt đới 15,2 m. Tàu thuộc New Panamax có đủ rộng để chứa 19 cột container, có khả năng chứa khoảng 12.000 TEU và có kích thước tương đương với tàu vận tải hàng rời loại capesize hoặc tàu chở dầu loại Suezmax.
Các tàu chở container dưới 3.000 TEU thường được gọi là tàu feeder. Đây là những tàu nhỏ thường hoạt động giữa các cảng container nhỏ hơn. Một số tàu feeder thu thập hàng hóa từ các cảng nhỏ, giao hàng tại các cảng lớn để chuyển giao trên các tàu lớn hơn, và phân phối container từ cảng lớn đến các cảng vùng nhỏ hơn. Đây là loại tàu có khả năng vận chuyển cẩu hàng trên tàu.
| Tên                               | Sức chứa (TEU)    | Chiều dài                   | Bề ngang                    | Draft                       | Ví dụ | Ví dụ |
| --------------------------------- | ----------------- | --------------------------- | --------------------------- | --------------------------- | --- | ----- |
| Tàu chở container siêu lớn (ULCV) | 14.501 và cao hơn | 1.200 ft (366 m) và dài hơn | 160,7 ft (49 m) và rộng hơn | 49,9 ft (15,2 m) và sâu hơn | Với chiều dài 400 m, chiều rộng 59 m, chiều sâu 14.5 m và khả năng chứa 18,270 TEU, tàu thuộc lớp Maersk Triple E class có thể đi qua kênh đào Suez. (ảnh: MV Mærsk Mc-Kinney Møller)                                              |       |
| New Panamax (hoặc Neopanamax)     | 10,000–14,500     | 1.200 ft (366 m)            | 160,7 ft (49 m)             | 49,9 ft (15,2 m)            | Với chiều rộng 43 m, tàu thuộc lớp COSCO Guangzhou quá lớn để đi qua các khóa cũ của Kênh đào Panama, nhưng có thể dễ dàng đi qua khu vực mở rộng mới. (ảnh: Chiếc tàu MV COSCO Guangzhou với sức chứa 9.500 TEU tại cảng Hamburg) |       |
| Post-Panamax                      | 5,101–10,000      | 1.200 ft (366 m)            | 160,7 ft (49 m)             | 49,9 ft (15,2 m)            | Với chiều rộng 43 m, tàu thuộc lớp COSCO Guangzhou quá lớn để đi qua các khóa cũ của Kênh đào Panama, nhưng có thể dễ dàng đi qua khu vực mở rộng mới. (ảnh: Chiếc tàu MV COSCO Guangzhou với sức chứa 9.500 TEU tại cảng Hamburg) |       |
| Panamax                           | 3,001–5,100       | 965 ft (294,13 m)           | 106 ft (32,31 m)            | 39,5 ft (12,04 m)           | Các tàu thuộc lớp Bay đạt đến giới hạn cao nhất của lớp Panamax, với chiều dài tổng cộng 292,15 m, bề ngang 32,2 m và độ sâu tối đa 13,3 m. (ảnh: Chiếc tàu MV Providence Bay với sức chứa 4.224 TEU đi qua Kênh đào Panama)       |       |
| Feedermax                         | 2,001–3,000       |                             |                             |                             | Các tàu chở container dưới 3.000 TEU thường được gọi là tàu feeder. Tại một số khu vực trên thế giới, chúng có thể được trang bị cẩu hàng. (ảnh: Chiếc tàu MV TransAtlantic với sức chứa 384 TEU neo đậu)                          |       |
| Feeder                            | 1,001–2,000       |                             |                             |                             | Các tàu chở container dưới 3.000 TEU thường được gọi là tàu feeder. Tại một số khu vực trên thế giới, chúng có thể được trang bị cẩu hàng. (ảnh: Chiếc tàu MV TransAtlantic với sức chứa 384 TEU neo đậu)                          |       |
| Small feeder                      | Up to 1,000       |                             |                             |                             | Các tàu chở container dưới 3.000 TEU thường được gọi là tàu feeder. Tại một số khu vực trên thế giới, chúng có thể được trang bị cẩu hàng. (ảnh: Chiếc tàu MV TransAtlantic với sức chứa 384 TEU neo đậu)                          |       |

### Cẩu hàng

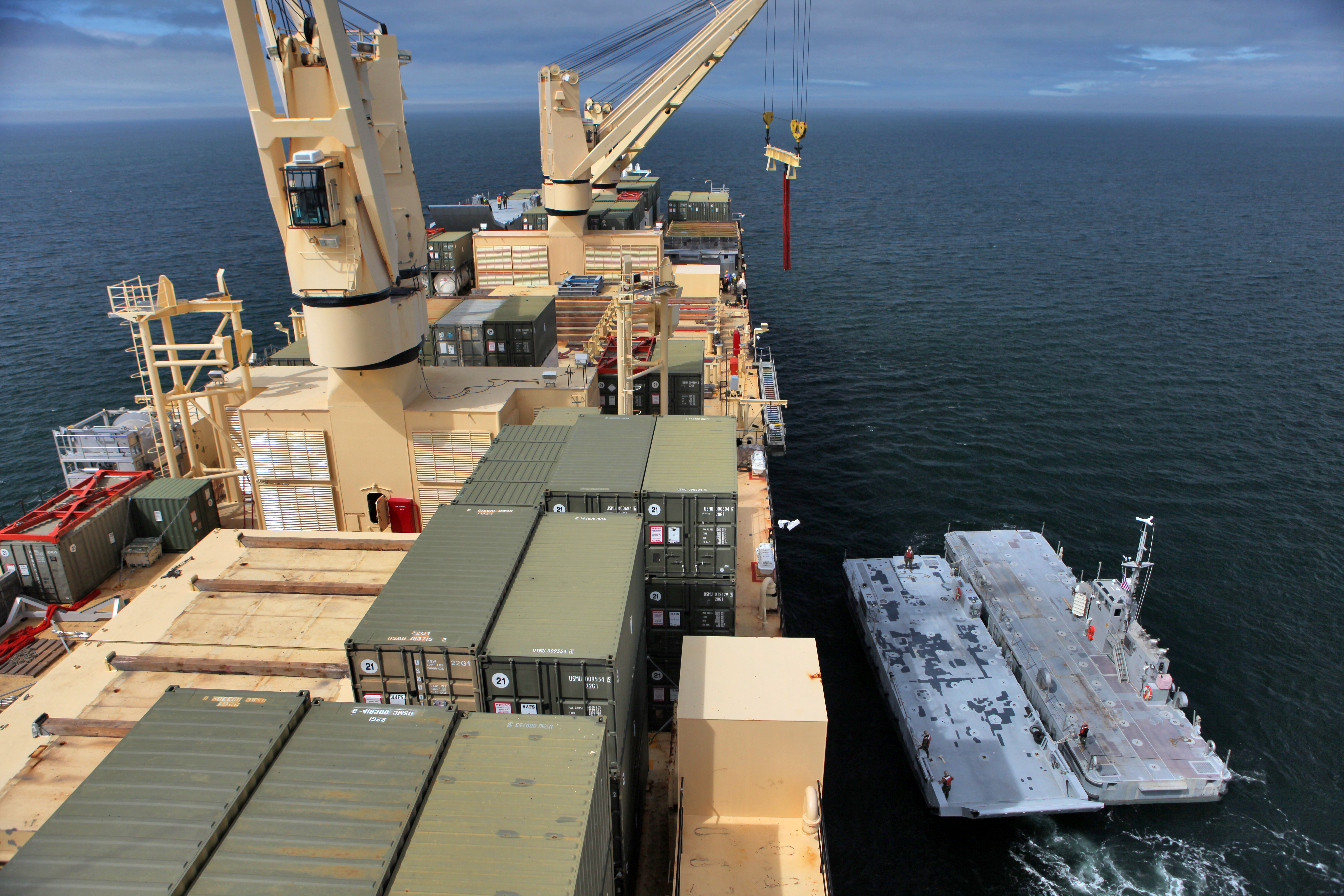
Cẩu hàng trên một tàu chở container của Hải quân Hoa Kỳ

Một đặc điểm quan trọng của tàu chở container là việc có cẩu hàng để xử lý hàng hóa. Các tàu có cẩu hàng được gọi là "geared", trong khi tàu không có cẩu gọi là "ungeared" hoặc "gearless". Các tàu chở container đầu tiên được thiết kế vào những năm 1970 đều không có cẩu. Tỷ lệ các tàu mới có cẩu đã dao động rộng, nhưng tổng thể đã giảm xuống, chỉ có 7,5% dung tích tàu chở container vào năm 2009 được trang bị cẩu.
Mặc dù các tàu có cẩu linh hoạt hơn vì có thể ghé thăm các cảng không có cẩu container bên bờ, nhưng chúng cũng có một số hạn chế. Đầu tiên, các tàu có cẩu sẽ tốn kém hơn để mua so với tàu không có cẩu. Ngoài ra, các tàu có cẩu cũng gặp chi phí bảo dưỡng và nhiên liệu lớn hơn. Hội đồng Liên Hợp Quốc về Thương mại và Phát triển đánh giá rằng các tàu có cẩu chỉ là "một thị trường đặc biệt chỉ phù hợp với những cảng có lượng hàng hóa thấp không đủ đầu tư vào cẩu bên bờ hoặc nơi mà ngân sách công không có nguồn tài chính đủ để đầu tư".
Thay vì sử dụng cẩu quay, một số tàu có cẩu được trang bị cẩu cánh quạt. Những cẩu này, đặc biệt dành cho công việc container, có khả năng di chuyển tiến và lùi trên đường ray. Tuy nhiên, so với các cẩu bên bờ, những cẩu này thường nạp và dỡ hàng container chậm hơn.
Sự giới thiệu và cải tiến của các cẩu bên bờ đã đóng vai trò quan trọng trong thành công của tàu chở container. Cẩu container đầu tiên được thiết kế đặc biệt cho công việc container được xây dựng tại cảng Alameda, California vào năm 1959. Đến những năm 1980, các cẩu bên bờ đã có khả năng di chuyển container trong chu kỳ 3 phút, hoặc tải trọng lên đến 400 tấn mỗi giờ. Vào tháng 3 năm 2010, tại cảng Klang ở Malaysia, đã thiết lập kỷ lục thế giới mới khi thực hiện 734 lượt di chuyển container trong một giờ duy nhất. Kỷ lục này được thiết lập bằng việc sử dụng 9 cẩu để đồng thời tải và dỡ hàng trên tàu MV CSCL Pusan, một tàu có dung tích 9.600 TEU.
Tàu chở container thuộc phạm vi từ 1.500 đến 2.499 TEU là loại tàu có khả năng có cẩu nhiều nhất, với hơn 60% trong số đó là các tàu có cẩu. Khoảng hơn một phần ba trong số tàu nhỏ nhất (từ 100 đến 499 TEU) có cẩu, và gần như không có tàu có dung tích trên 4.000 TEU có cẩu.

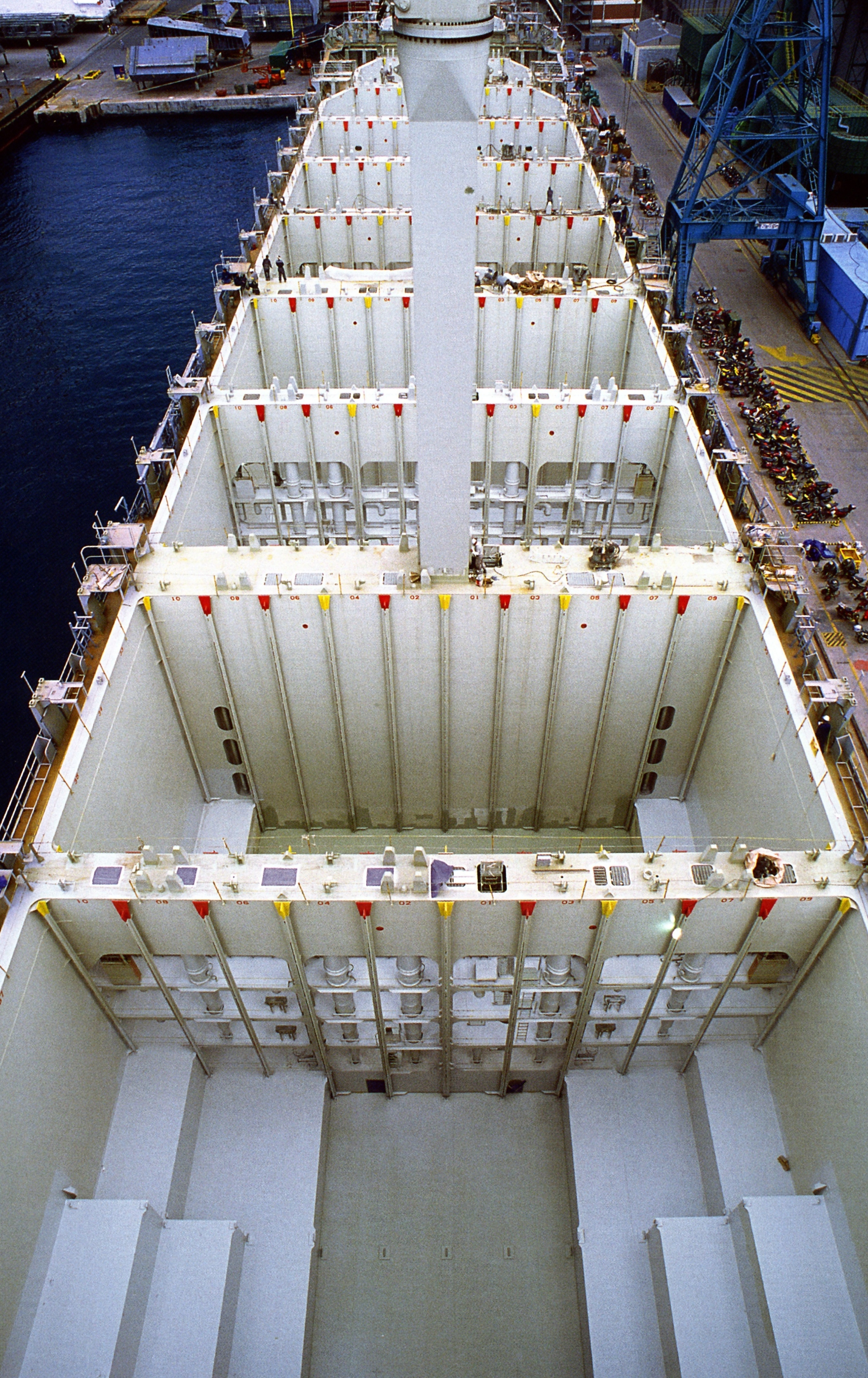
Một cái nhìn vào khoang của một tàu chở container. Các bộ hướng dẫn ô thẳng đứng tổ chức container theo chiều ngang tàu.

### Khoang hàng
Trong thiết kế tàu chở container, hiệu suất luôn được coi là yếu tố quan trọng. Khoang hàng cho các tàu chở container đặc biệt được xây dựng để tăng tốc độ lắp đặt và dỡ hàng, đồng thời đảm bảo sự an toàn của container khi trên biển. Một phần quan trọng của thiết kế tàu chở container là cửa hầm, mở ra từ sàn chính vào khoang hàng. Cửa hầm trải dọc toàn bộ chiều rộng của khoang hàng và được bao quanh bởi cạnh nắp hầm, một cấu trúc thép nâng cao. Trên cạnh nắp hầm là các nắp hầm. Trước đây, các nắp hầm thường được cố định bằng tấm gỗ và vải trùm được giữ chặt bằng thanh chặn. Hiện nay, có các nắp hầm bằng tấm kim loại cứng, được nâng hạ bằng cẩu, cũng như các cơ cấu mở và đóng linh hoạt bằng cơ cấu thủy lực mạnh.
Một thành phần quan trọng khác trong thiết kế tàu chở container đặc biệt là việc sử dụng hướng dẫn ô (cell guides). Hướng dẫn ô là các cấu trúc dọc mạnh mẽ được lắp đặt trong khoang hàng của tàu, giúp hướng dẫn container vào các hàng xếp đều trong quá trình lắp đặt và cung cấp sự hỗ trợ cho container chống lại sự lăn của tàu khi trên biển. Sự hiện diện của hướng dẫn ô đã trở thành tiêu chí phân biệt giữa tàu chở container đặc biệt và tàu chở hàng truyền thống, theo đánh giá của các tổ chức như Hội nghị Liên Hợp Quốc về Thương mại và Phát triển.
Trong các kế hoạch hàng hóa cho tàu chở container, hệ thống ba chiều được sử dụng để mô tả vị trí của một container trên tàu. Tọa độ đầu tiên là "bay", bắt đầu từ phía trước của tàu và tăng dần về phía sau. Tọa độ thứ hai là "hàng". Các hàng bên phải được đánh số lẻ, trong khi các hàng bên trái được đánh số chẵn. Các hàng gần trục đối xứng của tàu có số thứ tự nhỏ hơn, và số thứ tự tăng dần khi đi xa trục đối xứng. Tọa độ thứ ba là "tầng", với tầng đầu tiên ở dưới cùng của khoang hàng, tầng thứ hai đặt trên tầng đầu tiên, và tiếp tục như vậy.
Tàu chở container chỉ chở các container có kích thước 20 feet, 40 feet và 45 feet. Container 45 feet chỉ được chở trên sàn tàu. Container 40 feet là kích thước container chính, chiếm khoảng 90% tổng số tàu chở container. Vì tàu chở container vận chuyển 90% hàng hóa trên thế giới, nên hơn 80% hàng hóa trên thế giới được qua container 40 feet.

### Hệ thống cố định

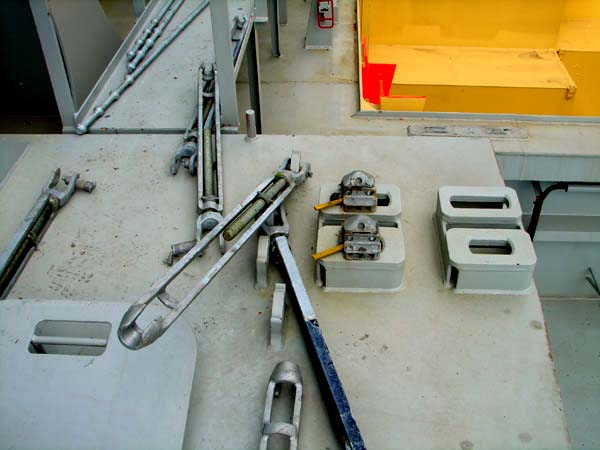
Twist-lock và thanh cố định (hình minh họa) được sử dụng rộng rãi để cố định container trên tàu.

Trên tàu chở container, có nhiều hệ thống được sử dụng để cố định container, phụ thuộc vào loại tàu, loại container và vị trí của container. Trong khoang hàng của các tàu hoàn toàn bằng container (FC), việc cố định đơn giản nhất, thường sử dụng các khung kim loại đơn giản gọi là hướng dẫn container, nắp hướng dẫn và thanh chặn để khóa các container lại với nhau. Trên sàn tàu, nơi không có hệ thống hướng dẫn ô, các thiết bị phức tạp hơn được sử dụng. Hiện nay, có ba loại hệ thống phổ biến: hệ thống cố định, hệ thống khóa và hệ thống hỗ trợ. Hệ thống cố định sử dụng các thiết bị làm từ dây cáp thép, thanh cứng hoặc xích, cùng với các thiết bị căng dây cố định như thanh vặn. Hiệu quả của hệ thống cố định được tăng cường bằng việc khóa các container lại với nhau, sử dụng các khung kim loại đơn giản (như nắp chồng) hoặc các thiết bị phức tạp hơn như ngăn xếp twist-lock. Một twist-lock điển hình được chèn vào lỗ đúc của container và xoay để giữ chặt, sau đó container khác được đặt lên trên. Hai container được khóa chặt nhờ xoay núm điều khiển của thiết bị. Một twist-lock thông thường được làm từ thép rèn và gang dẻo, có khả năng chịu lực cắt lên đến 48 tấn.
Hệ thống hỗ trợ được sử dụng trên một số tàu chở container lớn, sử dụng các tháp lớn gắn vào tàu ở cả hai đầu của mỗi khoang hàng. Khi tàu được tải, một khung xếp chồng cứng, có thể tháo lắp được, được thêm vào để cố định từng tầng container lại với nhau.

### Cầu điều khiển
Truyền thống, tàu chở container thường có một cầu điều khiển và một đơn vị chứa ở phía sau. Tuy nhiên, để đáp ứng nhu cầu về dung tích container lớn hơn và đáp ứng yêu cầu về tầm nhìn theo quy định của Hiệp định SOLAS, đã có nhiều thiết kế mới được phát triển. Hiện nay, một số tàu chở container lớn được thiết kế với cầu điều khiển đặt ở phía trước, riêng biệt với ống xả khí. Một số tàu chở container nhỏ hoạt động trong các cảng và con sông ở châu Âu có thể nâng cabin điều khiển, giảm chiều cao để vượt qua các cầu thấp.

## Các cảng container

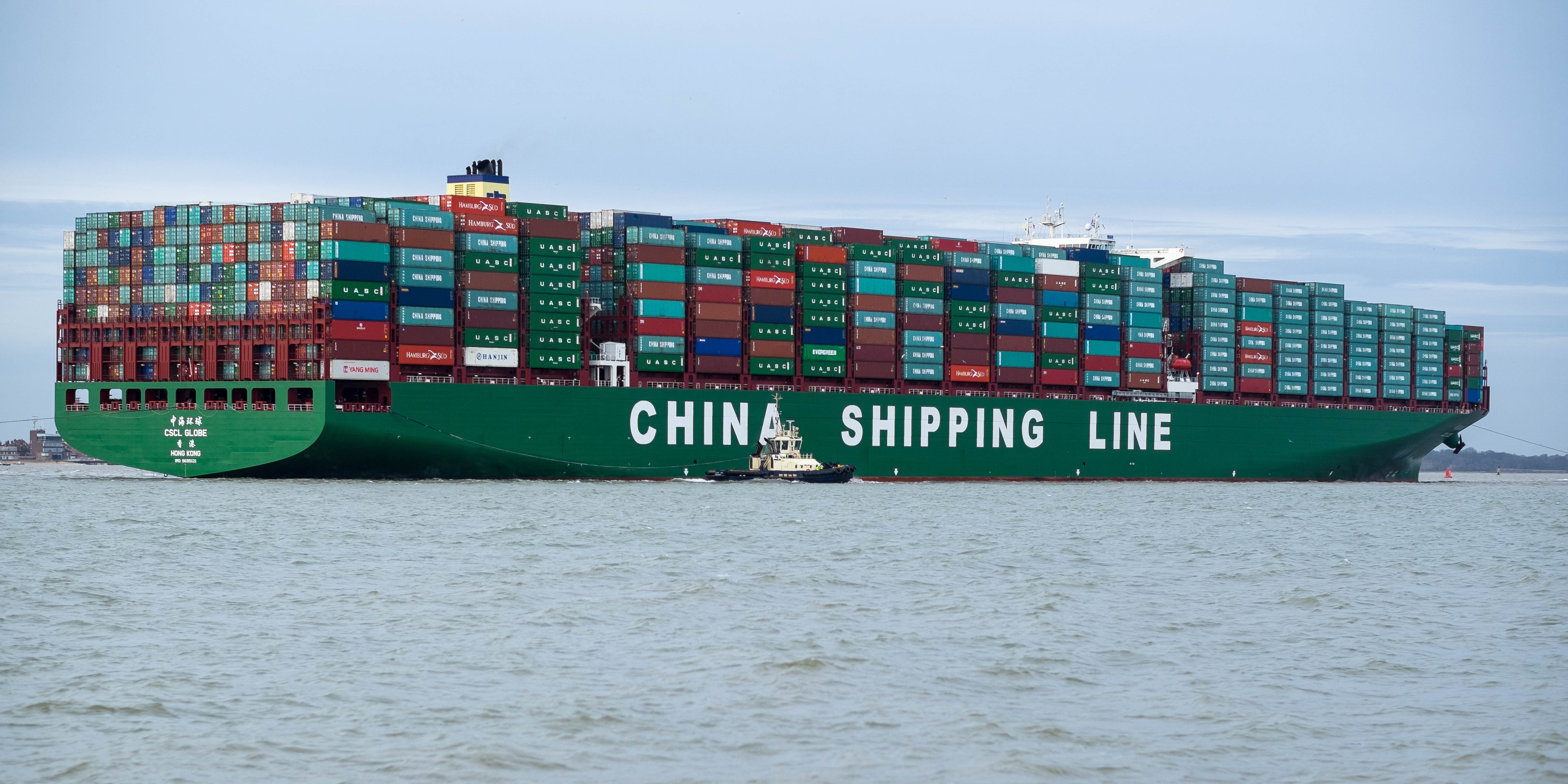
CSCL Globe là một trong những tàu chở container lớn nhất thế giới.

Việc vận chuyển container qua cảng thường được theo dõi dưới dạng đơn vị định mức tương đương với hai mươi feet hoặc TEU. Tính đến  năm 2019, Cảng Shanghai là cảng container bận rộn nhất thế giới, với 43.303.000 TEU được xử lý.
Trong năm đó, bảy trong số mười cảng container bận rộn nhất đặt tại Cộng hòa Nhân dân Trung Hoa, với Shanghai đứng đầu, Ningbo đứng ở vị trí thứ 3, Shenzhen thứ 4, Guangzhou thứ 5, Qingdao thứ 7, Hồng Kông thứ 8 và Tianjin thứ 9.
Bổ sung vào danh sách cảng container hàng đầu là Singapore ở vị trí thứ 2, Busan tại Hàn Quốc đứng thứ 6 và Rotterdam tại Hà Lan xếp ở vị trí thứ 10.
Tổng cộng, hai mươi cảng container bận rộn nhất đã xử lý 220.905.805 TEU vào năm 2009, gần một nửa lượng container dự đoán được vận chuyển trên toàn cầu trong năm đó là 465.597.537 TEU.

## Thiệt hại và vấn đề an toàn

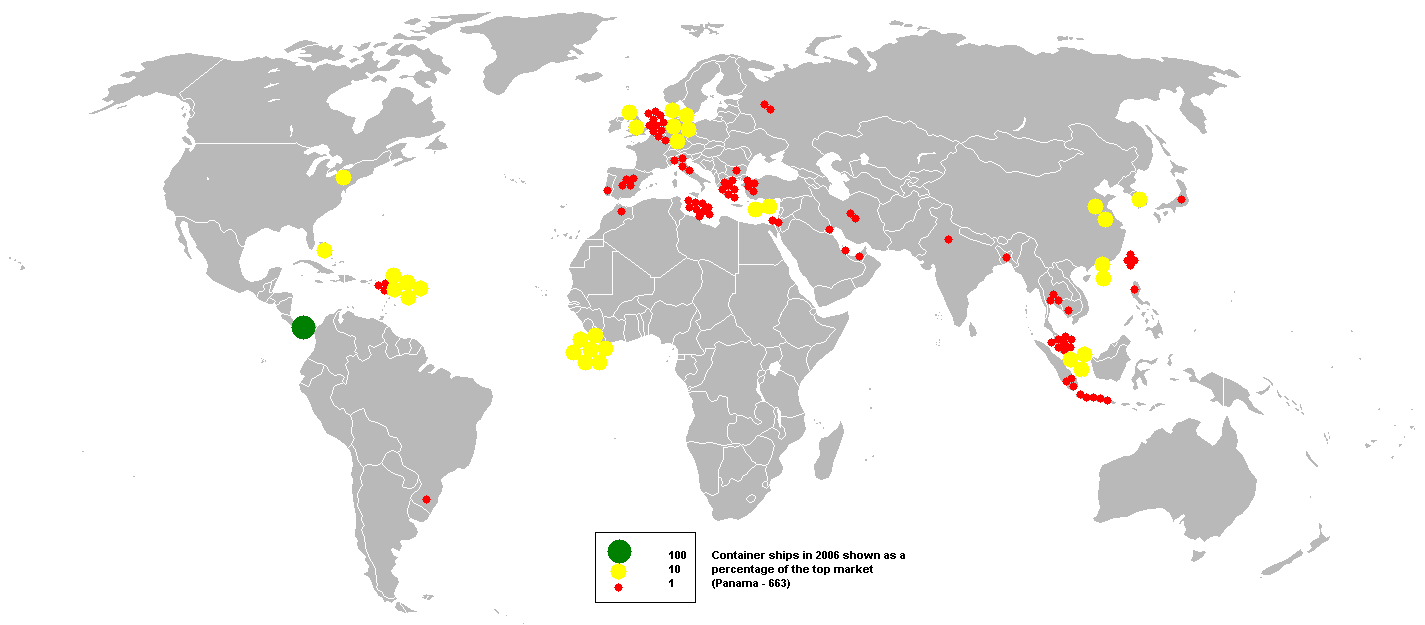
Số lượng container vào năm 2006

Theo ước tính, hàng năm tàu chở container mất đi từ 2.000 đến 10.000 container trên biển, gây tổn thất 370 triệu đô la. Một khảo sát trong sáu năm từ 2008 đến 2013 ước tính số container riêng lẻ bị mất trên biển hàng năm là 546, và tổng số container mất bao gồm các sự kiện tai nạn nghiêm trọng như chìm hoặc mắc cạn là 1.679 container mỗi năm. Gần đây, một khảo sát do WSC tiến hành từ năm 2008-2019, cho thấy trung bình mỗi năm có 1.382 container chở hàng bị mất trên biển. Tuy nhiên, trong giai đoạn ba năm từ 2017-2019, con số đó giảm gần một nửa, xuống còn trung bình 779 container mất hàng hàng năm. Hầu hết chúng rơi vào biển trong những trận bão trên biển mở, nhưng cũng có một số ví dụ về tàu chở container hoàn toàn bị mất cùng với hàng hóa của chúng. Một vụ tai nạn vận chuyển hàng lớn xảy ra vào năm 2013 khi tàu MOL Comfort chìm với 4.293 container trên biển Ấn Độ Dương. Khi container rơi xuống biển, chúng ngay lập tức trở thành mối đe dọa môi trường - được gọi là "chất thải biển". Khi đã ở trong đại dương, chúng sẽ nhanh chóng tràn đầy nước và chìm nếu không có không khí bên trong. Biển động mạnh làm vỡ container và đẩy chúng chìm xuống nhanh chóng.
Khi tàu chở container càng lớn và việc xếp chồng càng cao, nguy cơ các container đổ xuống biển trong cơn bão càng tăng. Điều này xuất phát từ hiện tượng gọi là "đảo lộn tham số", khi một tàu có thể lắc từ 30-40 độ trong biển động, tạo ra một lực xoắn mạnh trên một xếp chồng container cao 10 tầng, dễ dàng làm đứt các dây cố định và khóa của xếp chồng, gây mất container vào biển.
Vào ngày 23 tháng 3 năm 2021, tàu chở container Ever Given đang đi qua Kênh Suez trên đường từ Trung Quốc đến Rốt-ter-đam đã bị mắc kẹt và làm tắc kênh.